# Marloes Coenen
Marloes Coenen (* 31. März 1981 in Olst) ist eine niederländische Mixed-Martial-Arts-Kämpferin. Im Oktober 2009 wurde sie auf dem zweiten Platz der WAMMA Women's Rankings in der Federgewichtsklasse der Damen geführt.

## Karriere
Coenen begann ihre MMA-Karriere im Jahr 2000. Sie trat einen Großteil ihrer Karriere über in Japan an, für Veranstalter wie ReMix und Shooto. Dabei traf sie unter anderem auf Erin Toughill und Roxanne Modafferi. Ende 2009 ging sie zu Strikeforce, wo sie zuerst Modafferi schlug und dann im Januar 2010 einen Titelkampf gegen Cristiane Santos verlor. Im Oktober schlug sie Sarah Kaufmann für den Womens Welterweight Belt und verteidigte diesen im März 2011 gegen Liz Carmouche. Damit erzielte sie eine Wettkampfbilanz von 19 Siegen und vier Niederlagen.

## Kämpfe
| Resultat   | Gegner             | Entscheidung   | Veranstaltung                         | Datum             | Runden | Zeit | Anmerkung                                     |
| ---------- | ------------------ | -------------- | ------------------------------------- | ----------------- | ------ | ---- | --------------------------------------------- |
| Sieg       | Liz Carmouche      | Aufgabe        | Strikeforce: Feijao vs. Henderson     | 5. März 2011      | 4      | 1:29 | Strikeforce Women's Welterweight Championship |
| Sieg       | Sarah Kaufmann     | Aufgabe        | Strikeforce: Diaz vs. Noons 2         | 9. September 2010 | 3      | 1:59 | Strikeforce Women's Welterweight Championship |
| Niederlage | Cristiane Santos   | Technischer KO | Strikeforce: Miami                    | 30. Januar 2010   | 3      | 3:40 |                                               |
| Sieg       | Roxanne Modafferi  | Aufgabe        | Strikeforce: Fedor vs. Rogers         | 7. November 2009  | 1      | 1:05 |                                               |
| Niederlage | Cindy Dandois      | nach Punkten   | BOTE – Beast of the East              | 24. Januar 2009   | 3      | 5:00 |                                               |
| Sieg       | Asci Kubra         | Technischer KO | KOE – Tough Is Not Enough             | 5. Oktober 2008   | 1      | 1:51 |                                               |
| Sieg       | Romy Ruyssen       | Aufgabe        | SLV 3 – Thaibox Gala Night            | 2. August 2008    | 2      | 4:45 |                                               |
| Sieg       | Asci Kubra         | Aufgabe        | BOTE – Beast of the East              | 31. Mai 2008      | N/A    | N/A  |                                               |
| Niederlage | Roxanne Modafferi  | nach Punkten   | K – GRACE 1                           | 27. Mai 2007      | 2      | 3:00 | K-GRACE Turnierfinale                         |
| Sieg       | Magdalena Jarecka  | Aufgabe        | K – GRACE 1                           | 27. Mai 2007      | 2      | 1:35 |                                               |
| Sieg       | Keiko Tamai        | Aufgabe        | K – GRACE 1                           | 27. Mai 2007      | 1      | 2:01 |                                               |
| Sieg       | Majanka Lathouwers | Aufgabe        | Shooto Holland – Ultimate Glory 2     | 21. Januar 2007   | 2      | 3:10 |                                               |
| Sieg       | Yoko Takahashi     | Aufgabe        | G-Shooto – G-Shooto 04                | 11. März 2006     | 1      | 0:39 |                                               |
| Sieg       | Yuuki Kondo        | KO             | Smackgirl – Cool Fighter’s Last Stand | 30. April 2005    | 2      | 0:50 |                                               |
| Niederlage | Erin Toughill      | KO             | Smackgirl – World ReMix 2004          | 19. Dezember 2004 | 1      | 5:00 |                                               |
| Sieg       | Yoko Takahashi     | Technischer KO | Smackgirl – World ReMix 2004          | 19. Dezember 2004 | 1      | 2:30 |                                               |
| Sieg       | Miwako Ishihara    | nach Punkten   | Shooto – Wanna Shooto 2002            | 14. April 2002    | 2      | 5:00 |                                               |
| Sieg       | Megumi Yabushita   | Aufgabe        | Jd' – No Holds Barred                 | 13. Januar 2002   | 1      | 2:27 |                                               |
| Sieg       | Yoko Takahashi     | Aufgabe        | ReMix – Golden Gate 2001              | 3. Mai 2001       | 1      | 1:11 |                                               |
| Sieg       | Megumi Yabushita   | nach Punkten   | ReMix – World Cup 2000                | 5. Dezember 2000  | 3      | 5:00 | Gesamtsieg des 2000 ReMix World Cup           |
| Sieg       | Becky Levi         | Aufgabe        | ReMix – World Cup 2000                | 5. Dezember 2000  | 1      | 1:25 |                                               |
| Sieg       | Mika Harigai       | Aufgabe        | ReMix – World Cup 2000                | 5. Dezember 2000  | 1      | 0:31 |                                               |
| Sieg       | Yuuki Kondo        | Aufgabe        | LLPW – L-1 2000: The Strongest Lady   | 22. November 2000 | 1      | 2:37 |                                               |